# Tori Bowie
Frentorish „Tori“ Bowie (* 27. August 1990 in Sand Hill, Mississippi; † 23. April 2023 in Winter Garden, Florida) war eine US-amerikanische Sprinterin und Weitspringerin.

## Sportliche Laufbahn
Als Studentin der University of Southern Mississippi war Bowie 2011 NCAA-College- und Hallenmeisterin im Weitsprung. 2013 wurde sie Profisportlerin. Ihre ersten internationalen Meisterschaften waren die Hallenweltmeisterschaften 2014 in Sopot, bei denen sie im Weitsprung mit einer Weite von 6,12 m bereits in der Qualifikation ausschied. Im Jahr darauf spezialisierte sie sich auf den 100-Meter-Lauf und qualifizierte sich mit dem Gewinn des nationalen Meistertitels für die Weltmeisterschaften in Peking, bei denen sie im Finale in 10,86 s die Bronzemedaille hinter der Jamaikanerin Shelly-Ann Fraser-Pryce und Dafne Schippers aus den Niederlanden errang. Bei den Hallenweltmeisterschaften in Portland belegte sie im 60-Meter-Lauf in 7,14 s den sechsten Platz. Für die Olympischen Spiele in Rio de Janeiro nahm sie über 100 Meter teil und gewann dort mit 10,83 s im Finale die Silbermedaille hinter der Jamaikanerin Elaine Thompson. Anschließend gewann sie im 200-Meter-Lauf mit 22,15 s im Finale die Bronzemedaille hinter Thompson und Schippers und siegte mit der US-amerikanischen 4-mal-100-Meter-Staffel in 41,01 s.
Bei den Weltmeisterschaften 2017 in London gewann Bowie in 10,85 s im Finale die Goldmedaille im 100-Meter-Lauf vor der Ivorerin Marie-Josée Ta Lou und siegte auch mit der Staffel in 41,82 s. Auf einen Start über 200 Meter verzichtete sie nach ihrem Titelgewinn. Zwei Jahre später erreichte sie bei den Weltmeisterschaften in Doha über 100 Meter das Halbfinale, in dem sie aber nicht mehr an den Start ging. Anschließend qualifizierte sie sich im Weitsprung für das Finale, in dem sie mit Saisonbestleistung von 6,81 m auf den vierten Platz gelangte.
2015 und 2017 wurde Bowie US-amerikanische Meisterin im 100-Meter-Lauf sowie 2016 über 200 Meter. 2018 verließ sie in Florida nach Streitigkeiten mit Trainingspartnerin Shaunae Miller-Uibo die Trainingsgruppe von Lance Brauman. Nach ihrer WM-Platzierung im Weitsprung 2019 konnte sie sich weder in den großen Finals noch in Form präsentieren.
Ihren letzten Wettkampf bestritt sie im Juni 2022.
Nachdem sie mehrere Tage lang als vermisst gegolten hatte, wurde Bowie am 2. Mai 2023 von der Polizei in ihrem Haus in Winter Garden, Florida, tot aufgefunden. Im Juni 2023 wurde bekannt, dass Bowie zum Zeitpunkt des Todes im achten Monat schwanger war und an Komplikationen der plötzlich eintretenden Kindsgeburt starb. Ursache war laut einer vom Orange-County-Leichenbeschauer durchgeführten Obduktion eine mit hohem Blutdruck zusammenhängende Eklampsie.

## Persönliche Bestleistungen
- 100 Meter: 10,78 s (+1,0 m/s), 3. Juli 2016 in Eugene
  - 60 Meter (Halle): 7,11 s, 19. März 2016, Portland
- 200 Meter: 21,77 s (+1,5 m/s), 27. Mai 2017 in Eugene
- Weitsprung: 6,91 m (+1,0 m/s), 6. April 2013 in Los Angeles
  - Weitsprung (Halle): 6,95 m, 25. Januar 2014 in Naperville